# 卡爾 (勒文施泰因-韋爾特海姆-羅森貝格親王)
卡爾（德語：Karl zu Löwenstein-Wertheim-Rosenberg，1834年5月21日—1921年11月8日），勒文施泰因-韋爾特海姆-羅森貝格親王，1849年至1908年在位。

## 家庭
1863年，卡爾和列支敦斯登的索菲結婚，兩人共有3子5女：
1. 法蘭西絲卡（1864年—1930年）
2. 阿德海德（1865年—1941年）
3. 阿格尼絲（1866年—1954年）
4. 約瑟夫（1868年—1870年），夭折
5. 瑪麗亞·特蕾莎（英语：Princess Maria Theresa of Löwenstein-Wertheim-Rosenberg）（1870年—1935年）
6. 阿洛伊斯（1871年—1952年）
7. 安娜（1873年—1936年）
8. 約翰（1880年—1956年）